# Brooke's Point
Brooke's Point è una municipalità di prima classe delle Filippine, situata nella Provincia di Palawan, nella regione di Visayas Occidentale.
Brooke's Point è formata da 18 baranggay:
- Amas
- Aribungos
- Barong-barong
- Calasaguen
- Imulnod
- Ipilan
- Maasin
- Mainit
- Malis
- Mambalot
- Oring-oring
- Pangobilian
- Poblacion I
- Poblacion II
- Salogon
- Samareñana
- Saraza
- Tubtub